# John Eliot Gardiner
Sir John Eliot Gardiner MBE (født 20. april 1943 i Fontmell Magna, Dorset) er en engelsk dirigent og korleder.

## Historie
Gardiner begyndte at samle erfaring ved dirigentpulten som 15-årig. Som studerende på University of Cambridge var han dirigent for Oxford og Cambridge Singers på en turné gennem Mellemøsten. Han grundlagde Monteverdi Choir i 1964 og Monteverdi Orchestra i 1968. Som studerende modtog han instruktion af Thurston Dart i London, og Nadia Boulanger underviste ham i Paris.
Sin operadebut fik han i 1969 i London med Tryllefløjten på English National Opera. Han optrådte første gang på Royal Opera House Covent Garden i 1973 med Glucks Iphigénie en Tauride. Uropførelsen i USA havde han i 1979 med Dallas Symphony Orchestra.
John Eliot Gardiner har haft sine største succeser med opførelser og optagelser af tidlig musik.